# Ахметов, Бижан Саутбаевич
Бижан Саутбаевич Ахметов (каз. Ахметов Бижан Сауытбайұлы; 17 ноября 1935 года — 16 июля 1998 года) — советский хозяйственный и государственный деятель. Первый секретарь Валихановского райкома Компартии Казахстана, депутат Верховного Совета Казахской ССР X созыва, депутат Кокчетавского областного Совета, Ветеран труда СССР, Персональный пенсионер Казахской ССР.

## Биография
Родился в селе Караозек Кокчетавского района Карагандинской области. Происходит из рода Жақсылық-Қарауыл Среднего жуза.
Окончил Казахский государственный сельскохозяйственный институт по специальности «Ученый-агроном», заочную Высшую партийную школу при ЦК КПСС.
Вся трудовая деятельность прошла в Кокчетавской области.
- c 1959 г. начал работать главным агрономом совхоза «Золотая Нива» Энбекшильдерского района, работал также старшим агрономом отдела землеустройства Кокчетавского областного управления сельского хозяйства, главным агрономом совхоза «Симферопольский», директором совхоза «имени Сакена Сейфуллина» Кокчетавского района;
- с 1970 г. Первый заместитель областного управления сельского хозяйства в г. Кокчетав;
- с 1973 г. Начальник Кызылтуского районного управления сельского хозяйства;
- с 1975 г. Председатель Чистопольского районного исполкома районного Совета народных депутатов;
- c 1977 г. Первый секретарь Валихановского райкома Компартии Казахстана;
- c 1990 г. Генеральный директор объединения «Агрозаготплодоовощпром» Агропромышленного комитета Кокчетавской области.

## Награды
- Почетная грамота Верховного Совета Казахской ССР (8 октября 1966 г.)
- Орден Трудового Красного Знамени (1967 год)
- Орден Трудового Красного Знамени (1971 год)
- Орден Трудового Красного Знамени (1973 год)
- Знак почета (1973 год)
- Орден Трудового Красного Знамени (1980 год)
- Почетная грамота Верховного Совета Казахской ССР (16 ноября 1983 г.)

## Семья
Жена — Ахметова Сафура Жунусбековна (1937—2015). Сын — Галихан. Дочери — Сауле, Роза, Шолпан.